# Repetirka
Repetirke so vrsta pušk, ki jih je treba pred vsakim strelom repetirati (potisniti naboj v cev in napeti sprožilec). Glavna razlika od enostrelnih pušk zadnjač oziroma večcevnih pušk zadnjač je, da imajo repetirke vgrajeno nabojišče, ki omogoča daljše streljanje brez ponovnega nabijanja pušk. To lastnost je omogočil izum kovinskega tulca.

## Repetirke po vrsti delovanja
- repetirka z vrtljivim valjastim zaklepom
- potezna ali premovlečna repetirka
- vzvodna repetirka.